# Barcelona, la rosa de foc
|  | Aquest article tracta sobre la pel·lícula del 2014. Vegeu-ne altres significats a «Rosa de foc». |

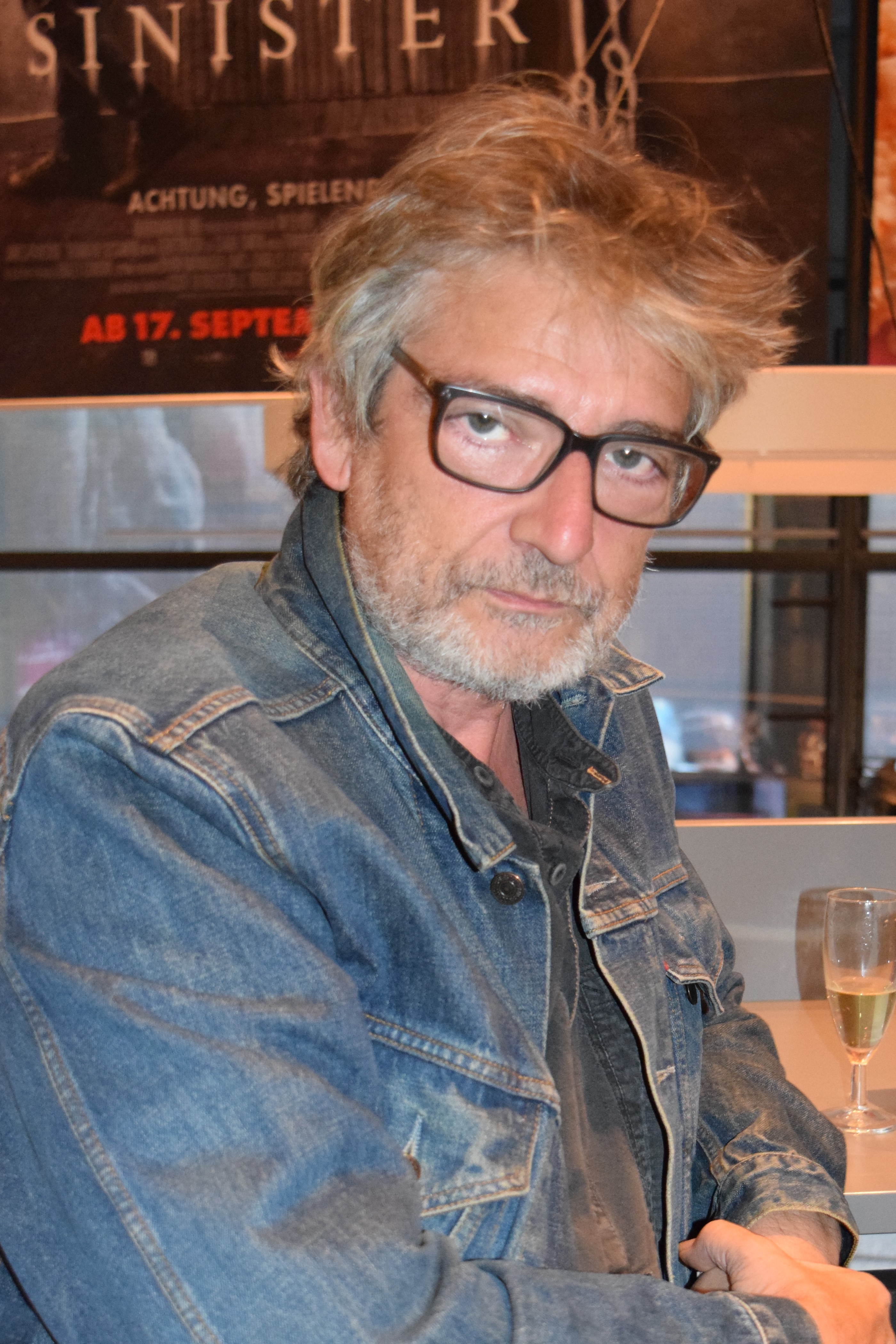
Manuel Huerga a Berlín, durant la presentació de la pel·lícula a la capital alemanya (setembre de 2015).

Barcelona, la rosa de foc és una pel·lícula de 2014 dirigida pel director català Manuel Huerga. El film, rodat en 3-D i amb format d'un únic pla seqüència fals, és un homenatge a Barcelona, ciutat a la qual retrata al llarg d'un any històric.
La pel·lícula està inspirada en Berlín, simfonia d'una gran ciutat i el títol fa referència a una cita d'Engels, que va batejar així Barcelona «perquè era una de les ciutats on hi havia més activisme àcrata i més moviments obrers. Aleshores se l'anomenava rosa de foc, perquè era una rosa per la seva bellesa i també era una ciutat molt activa», segons paraules del propi Manuel Huerga.
La pel·lícula, que barreja el gènere documental amb elements de ficció, mostra emblemàtics edificis i recurrents espais de Barcelona com l'església de Santa Maria del Mar, la Sagrada Família, la Pedrera, el Camp Nou, el barri Gòtic o la plaça del Rei i dedica escenes a les festes de Gràcia, la nit de Sant Joan a la Barceloneta o la manifestació del l'11 de setembre de 2012. Per altra banda, la pel·lícula també inclou inesperades escenes de racons poc coneguts, com la fàbrica de cotxes de Nissan, Mercabarna, el sincrotró de Cerdanyola, el barri de la Mina o espais d'oci com el circ de l'Ateneu Popular de Nou Barris, la Sala Apolo i el bar El Cangrejo del Raval.
Segons el director, «el projecte va néixer el 1992 amb els Jocs Olímpics [i] la idea era rodar una pel·lícula de 40 minuts en format IMAX. Però el pressupost, que rondava els 1.000 milions de les pessetes d'abans, va fer que es descartés». Finalment, amb l'ajuda del productor Jaume Roures «la idea va tornar a prendre forma i ho va fer convertit en un projecte de tres dimensions i una sola secqûència».
Entre els narradors de la pel·lícula, hi consten Pep Guardiola, per la versió en català; Joan Manuel Serrat, per la versió en castellà; i Woody Allen per la versió en anglès.

## Narradors
| Narrador            | Versió   |
| ------------------- | -------- |
| Pep Guardiola       | català   |
| Éric Abidal         | francès  |
| Woody Allen         | anglès   |
| Joan Manuel Serrat  | castellà |
| Daniel Brühl        | alemany  |
| Rinko Kikuchi       | japonès  |
| Benedetta Tagliabue | italià   |

## Crítica
| «                                | La Barcelona turística i també l'obrera i menestral. Barcelona des del Tibidabo i des del port. Treballadora urbe de dia, envilida al fer-se de nit. Convencional i transgressora, magnífica i descarada, elegant i transgressora. Amb La rosa de foc, el director Manuel Huerga s'endinsa en una suma d'històries, en aquell milió de coses que és Barcelona, per realitzar un impactant documental sobre la capital catalana. | » |
| — Salvador Llopar, La Vanguardia | |   |